# 硬派・坂本竜馬!
『硬派・坂本竜馬!』（こうは さかもとりょうま）は宝塚歌劇団のミュージカル作品。花組公演。1989年2月26日から3月12日まで宝塚バウホールで公演。
形式名は「幕末青春グラフィティ」。2幕。作・演出・音楽は石田昌也。

## 解説
※『宝塚歌劇100年史（舞台編）』の宝塚バウホール公演参考。
幕末の動乱期を明るくおおらかに生きた坂本竜馬。彼が土佐藩を脱藩して江戸の千葉道場に剣術修行に現れてから、海援隊を組織し、薩長同盟成立のため奔走、実現させるための半生を、後に妻となるお竜や初恋の人・千葉さな子との恋や、勝海舟、西郷隆盛、桂小五郎といった竜馬と同じ幕末期を生きた人物らとの交流などを絡めた作品。

## スタッフ
- 作曲・編曲[1]：寺田瀧雄/西村耕二
- 編曲[1]：吉田優子
- 振付[1]：花柳芳次郎/尚すみれ
- 装置[1]：大橋泰弘
- 衣装[1]：任田幾英/中川菊枝
- 照明[1]：今井直次
- 演技助手[1]：木村信司
- 製作[1]：細川勝幸
- 制作[1]：高野賢一

## キャスト
- 坂本竜馬 - 真矢みき[1]
- 寺子屋お竜 - 華陽子[1]
- 千葉さな子 - 香坂千晶[1]
- 勝海舟 - 宝純子[1]
- お登勢 - 北小路みほ[1]
- 武市半平太 - 愛華みれ[1]
- 西郷隆盛 - 橘沙恵[1]
- 桂小五郎 - 宝樹芽里[1]
- 千葉重太郎 - 涼美緒[1]
- スリの三次 - 雪風嶺[1]
- お蝶 - 月丘千景[1]
- 近藤勇 - 磯野千尋[1]
- 土方歳三 - 鷹月笙[1]
- 沖田総司 - 南海里[1]
- 藤堂平助 - 鏡ちとせ
- 陸奥陽之助 - 夏城令
- 中浜万次郎 - 汐風幸
- お八寸 - 扇千尋
- 幾松 - 朝風ゆき